# Inondations de 2023 en Émilie-Romagne
Les inondations de 2023 en Émilie-Romagne sont des inondations résultant de la crue de nombreux cours d’eau consécutive à de très fortes précipitations liées à une tropicalisation du climat italien. Le bilan de la catastrophe est lourd avec 14 personnes décédées, des dégâts évalués à plus de 10 milliards d’euros.

## Évolution météorologique

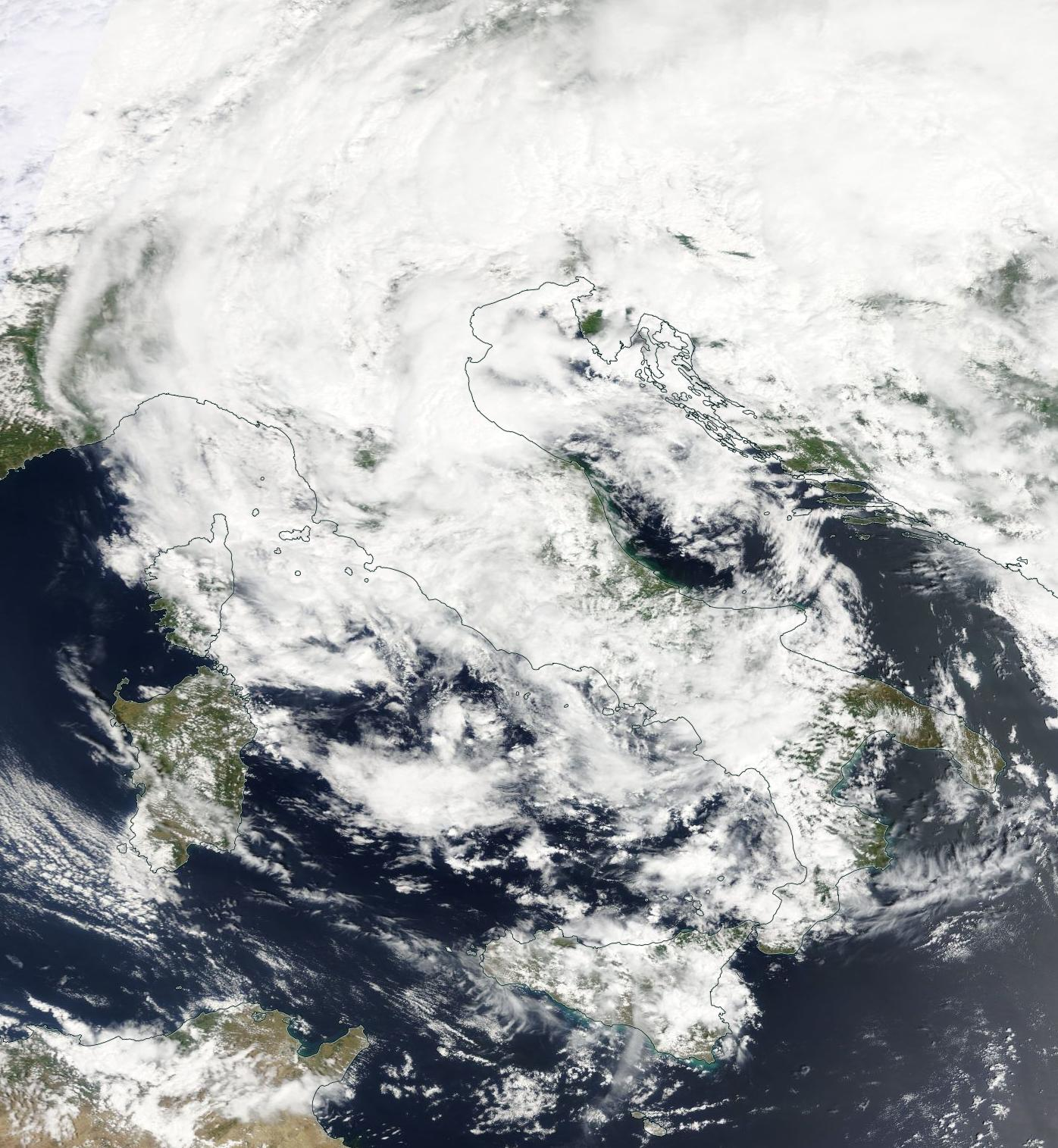
Tempête Minerva sur l'Italie le 17 mai.

Après des mois de sécheresse sévère, de fortes pluies ont frappé la région italienne entre le 2 et le 3 mai 2023, en particulier dans les provinces de Bologne et de Ravenne,. Certaines rivières ont débordé en Émilie-Romagne, causant d'importants dégâts dans les plaines et tuant deux personnes. Le 12 mai, la ville métropolitaine de Bologne a été frappée par une pluie torrentielle sous orages qui a provoqué des inondations mineures,. Les effets prolongés de la sécheresse et les intempéries persistantes ont empêché le sol de se drainer et le 16 mai, une tempête synoptique, connue sous le nom de Minerva, a frappé la région avec de fortes pluies et orages ininterrompus pendant près de deux jours,.
La tempête s'est terminée dans l'après-midi du 17 mai mais d'autres inondations se sont produites aussi les jours suivants. En particulier, la ville de Lugo, près de Ravenne, a été complètement inondée le matin du 18 mai tandis que Russi, dans la même zone, a été évacuée le 19 mai en raison du débordement du canal Émilie-Romagne,,. Le 19 mai, la pluie a recommencé à tomber et le lendemain, l'alerte restait en vigueur sur le territoire de Ravenne.

## Gestion de la crise
Plus de 8000 personnes, membres des équipes de secours ou bénévoles, ont été impliquées dans les opérations de secours et d’aide aux sinistrés. Un hélicoptère participant aux opérations de rétablissement du réseau d’approvisionnement électrique s’est écrasé près de Lugo, faisant un blessé.
Le service de gestion d’urgence Copernicus a été activé, ainsi que le mécanisme européen de protection civile pour la fourniture de modules de pompages de haute capacité. Neuf États répondent positivement à la demande : Slovaquie, Slovénie, Autriche, Belgique, Bulgarie, Allemagne, France, Pologne, Roumanie.
À la suite de la Slovénie et de la Slovaquie, la France déploie le 24 mai un module de pompage de grande capacité permettant de traiter 5 400 m3/h mis en service par 40 personnels de l’UIISC 7 et de l’ESOL sud,. Les trois modules européens sont déployés à Ravennes.
Le 24 mai, l’Italie accepte l’offre d’assistance belge constituée de deux unités de pompage d’une capacité totale de 6 000 m3/h mises en œuvre par une équipe B-FAST de 15 personnes (13 membres de la Protection civile, 1 membre des services publics fédéraux  Santé publique et Affaires étrangères),. L’équipe est déployée le 26 mai dans le secteur d’Alphonsine.

## Conséquences
Les inondations ont causé la mort de 14 personnes (1 dans la province de Bologne, 6 dans celle de Ravenne, 7 dans celle de Forlì-Cesena, l’évacuation de 36 000 autres), la rupture de l’approvisionnement en électricité pour 34 000 foyers, l’affaissement ou l’affaiblissement de ponts. Trois cents glissements de terrain ont provoqué des dommages ou, au moins, des coupures, sur plus de 500 routes.
Le Grand Prix d'Émilie-Romagne, prévu le 21 mai, est annulé le 17 mai. La Formule 1 annonce le versement d’un don d’un montant de 1 million d’euros aux sinistrés tandis que le constructeur automobile italien Ferrari promet de verser une somme identique.

### Pertes économiques
Les conséquences des inondations sur l’agriculture de la région sont importantes avec 5 000 exploitations agricoles touchées ; 400 000 tonnes de blé perdues ; les récoltes de pommes, poires et prunes perdues, y compris potentiellement sur plusieurs années. Près de 50 000 emplois sont menacés.

### Conséquences politiques
Une polémique s’est instaurée sur l’action gouvernementale de prévention des inondations. En effet, en 2014, Matteo Renzi, alors Premier ministre, avait affecté 8 milliards d’euros à la construction de canaux et de digues ; travaux d’infrastructures qui n’ont pas été réalisés.